# Epfenbach
Epfenbach là một xã nằm ở tây nam nước Đức. Ở giữa Heidelberg và Sinsheim, nơi đây thuộc huyện Rhein-Neckar, bang Baden-Württemberg. 

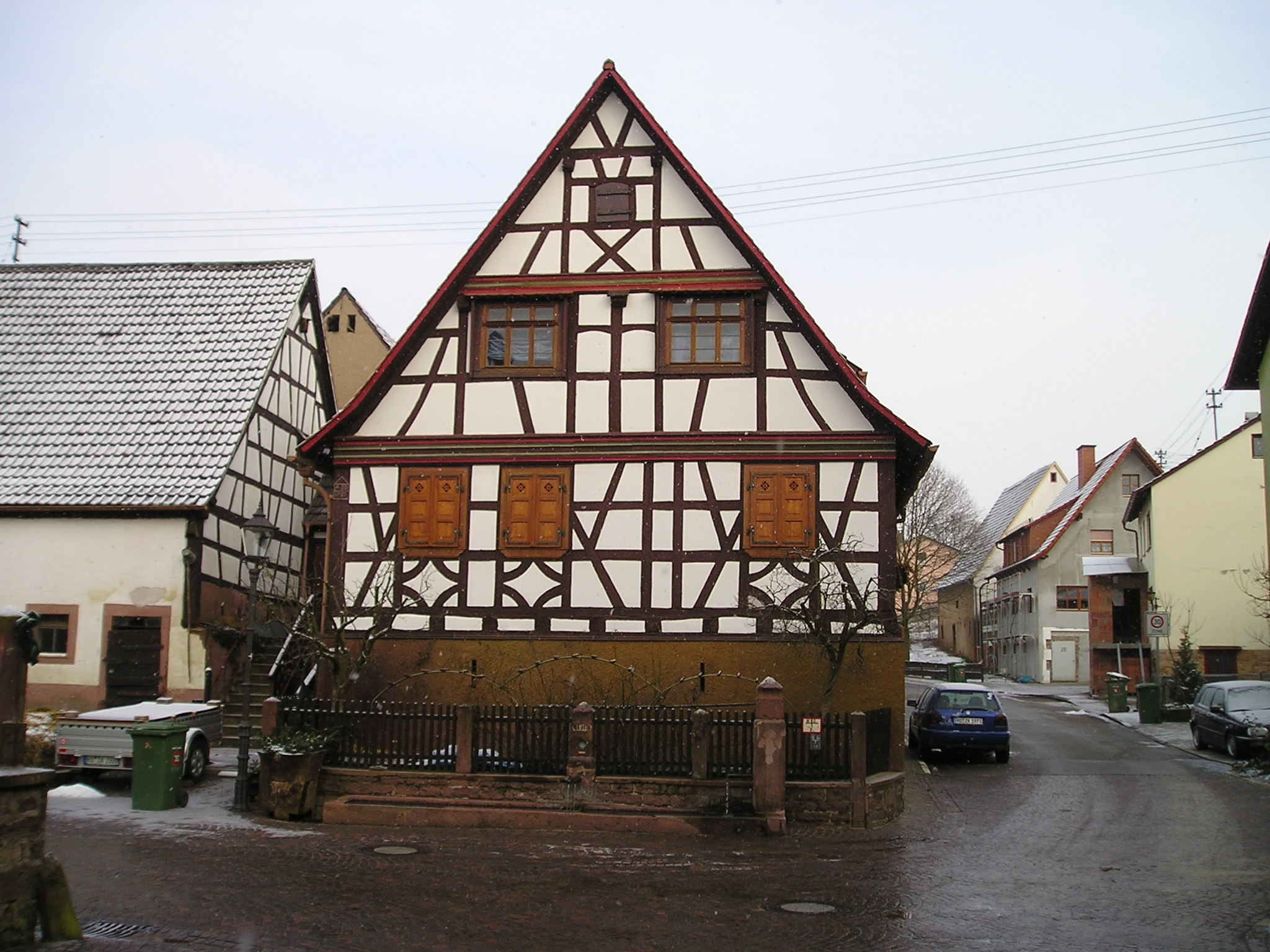
Ngôi nhà ở Epfenbach